# Elektronystagmografia

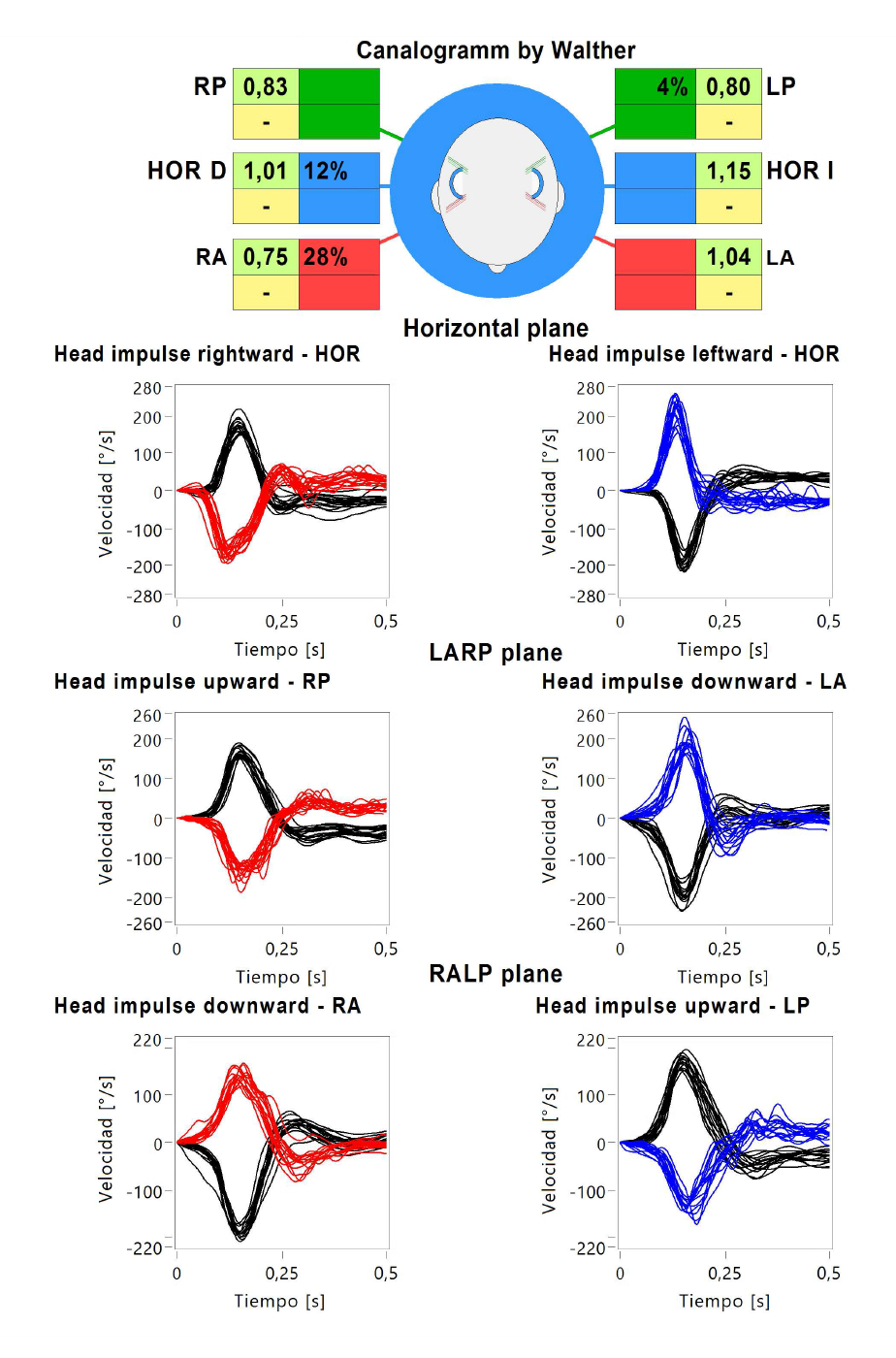

Elektronystagmografia – badanie diagnostyczne narządu równowagi, polegające na rejestracji ruchów gałek ocznych dzięki wykorzystaniu pomiaru potencjału rogówkowo-siatkówkowego.

## Historia
Zjawisko potencjału rogówkowo-siatkówkowego zostało odkryte w 1849 roku przez Dubois Reymonda.

## Technika badania
Do rejestracji ruchów gałek ocznych wykorzystywane jest zjawisko różnicy potencjałów pomiędzy dodatnio naładowaną rogówką a ujemnie naładowaną siatkówką, czyli tzw. potencjał rogówkowo-siatkówkowy. Różnica potencjałów jest stała, wynosi 10-30 mV i nadaje oku cechy dipola, którego oś elektryczna pokrywa się z osią optyczną. Linie pola elektrostatycznego przesuwają się podczas ruchów oka. Zmiany te są odbierane przez układ elektrod umieszczonych na zewnętrznych kątach oczu, wzmacniane i zapisywane w postaci wykresu. Krzywa oczopląsu przypomina zęby piły, ponieważ rejestruje się naprzemienna impulsacja dodatnich i ujemnych wartości w okolicy bocznych brzegów oczu. Oczopląs z fazą szybką skierowaną w prawo powoduje wychylenia krzywej („zęby piły”) ku górze, a z fazą szybką w lewo – ku dołowi. 
Dzięki wykorzystaniu pola elektrostatycznego ruchy gałek ocznych są rejestrowane nawet przy zamkniętych powiekach.
Badanie składa się z 4 podstawowych etapów:
- kalibracja – ocena szybkich ruchów gałek ocznych
- badanie oczu śledzących poruszający się cel
- próby położeniowe – ocena zawrotów głowy związanych z pozycją głowy
- próby kaloryczne – pomiar oczopląsu wywołanego podrażnieniem błony bębenkowej wodą o różnej temperaturze

Porównanie uzyskanych wyników z różnych etapów badania pomaga określić, czy zaburzenia równowagi mają charakter obwodowy czy centralny.

## Wskazania do badania
- ostre lub przewlekłe zaburzenia równowagi
- choroba Ménière’a
- oczopląs samoistny
- niedosłuch odbiorczy (niektóre przypadki)[4]

## Wady i zalety elektronystygmografii
Zalety:
- wysoka wykrywalność reakcji oczopląsowych w porównaniu z bezpośrednią obserwacją
- możliwość rejestracji oczopląsu przy zamkniętych powiekach
- duża uniwersalność uzyskanych danych (ocena ilościowa i jakościowa)
- monitorowanie przebiegu choroby
- badanie jest dość obiektywne

Wady:
- wynik badania nie jest bezpośrednim odzwierciedleniem zjawisk zachodzących w błędniku
- obiektywność zależy od sposobu przeprowadzania
- nie stanowi rozpoznania
- ograniczony zakres ruchów wykrywanych w badaniu (nie wykrywa obrotowych ruchów gałek ocznych)
- możliwe powikłanie w postaci wymiotów